# Henning Wind
Henning Nørgaard Wind (Copenhague, 19 de enero de 1937) es un deportista danés que compitió en vela en la clase Finn.
Participó en dos Juegos Olímpicos de Verano en los años 1964 y 1968, obteniendo una medalla de bronce en Tokio 1964 en la clase Finn. Ganó una medalla de oro en el Campeonato Mundial de Finn de 1968 y dos medalla de plata en el Campeonato Europeo de Finn, en los años 1964 y 1968.

## Palmarés internacional
| Juegos Olímpicos   | Juegos Olímpicos         | Juegos Olímpicos  | Juegos Olímpicos |
| Año                | Lugar                    | Medalla           | Clase            |
| ------------------ | ------------------------ | ----------------- | ---------------- |
| 1964               | Tokio (Japón)            | Medalla de bronce | Finn             |
| Campeonato Mundial |                          |                   |                  |
| Año                | Lugar                    | Medalla           | Clase            |
| 1968               | Whitstable (Reino Unido) | Medalla de oro    | Finn             |
| Campeonato Europeo |                          |                   |                  |
| Año                | Lugar                    | Medalla           | Clase            |
| 1964               | Copenhague (Dinamarca)   | Medalla de plata  | Finn             |
| 1968               | Medemblik (Países Bajos) | Medalla de plata  | Finn             |